# Cioc-Maidan
Cioc-Maidan (en rumano: Cioc-Maidan; en gagauzo: Çok Maydan) es una comuna y pueblo de la unidad territorial autónoma de Gagaúzia, al sur de Moldavia.

## Toponimia
El nombre del asentamiento en otros idiomas de importancia en el asentamiento es Chok-Maydan (en ruso: Чок-Майдан; en ucraniano: Чок-Майдан).

## Geografía
Cioc-Maidan se encuentra a 11 km al oeste de la frontera con Ucrania y a 14 km al noreste de Comrat. 

## Historia
El pueblo fue fundado en 1806 por gagaúzos procedentes del pueblo de Kichevo en Dobruja (actual Bulgaria). El antiguo nombre del pueblo era Carlic (en gagauzo: Karlık), pero espués de 1811, muchas personas emigraron a este lugar y lo llamaron Çok-Maydan. 
En 2006 se celebró el 200 aniversario del día de la fundación de la aldea con el presidente de Gagauúzia, Georgiy Tabunşçik, y el vice primer ministro de Moldavia, Valerian Kristya.

## Demografía
La evolución de la población de Cioc-Maidan entre 2004 y 2014 fue la siguiente:
| 3926                         | 1007 | 2903 |
| (Fuente: Localitati Moldova) |      |      |

Según el censo de 2004, los gagaúzos representaban el 93,15% de la población; los rumanos, el 3,79%; y los rusos, el 1,47%.

## Infraestructura

### Arquitectura, monumentos y lugares de interés
A mediados del siglo XIX se erigió la iglesia de la Ascensión.